# Forum des Nations unies sur les forêts
 (18 août 2018).
Le Forum des Nations unies sur les forêts ou FNUF (en anglais United Nations Forum on Forests - UNFF) est un organe subsidiaire de l'ONU, créé pour faire suite à la Conférence des Nations unies sur l’environnement et le développement (ou sommet de la Terre de Rio de 1992) après l'échec de la tentative de faire signer par les États-membres de l'ONU une convention internationale juridiquement contraignante protégeant la forêt tout en permettant l'utilisation durable et soutenable d'une partie de ses ressources. Cependant à ce Sommet de la Terre a adopté la Déclaration de principes faisant autorité non juridiquement contraignante pour un consensus mondial sur la gestion, la conservation et le développement viable de tous les types de Forêts (ou « principes forestiers »).  À la suite du Sommet de la Terre, l'ONU a créé le Groupe intergouvernemental sur les forêts ((GIF - en anglais Intergovernmental Panel on Forests - IPF) et son successeur, le Forum intergouvernemental sur les forêts (FIF - en anglais Intergovernmental Forum on Forests - IFF), pour mettre en œuvre lesdits principes forestiers ainsi que le chapitre sur la « lutte contre la déforestation » de l'Agenda 21 (chapitre 11) .
Ce Forum a fait l'objet de négociations pour sa création, au moins dès 1995 sous l'égide de l'ONU. Il a finalement été créé en 2000 pour promouvoir la gestion, la conservation et le développement soutenable de tous les types de forêts, en limitant donc la déforestation, en harmonisant les politiques de gestion durable des forêts (GDF) et de certification et écocertification, pour les rendre plus compatible avec la protection de la biodiversité forestière.
La quatorzième séance (FNUF-14) du FNUF s'est tenue en 2019 à Istanbul (Turquie).

## Gouvernance, mode de travail
Pour remplir ses missions - sur la base du consensus non contraignant formalisé par la déclaration de principes sur la forêt (RIO, 1992) - le FNUF encourage les accords de coopération internationale relatifs aux forêts et l'élaboration d'un vocabulaire et d'un corpus de conceptions et indicateurs partagées sur la gestion ce bien commun par les gouvernements, les ONG et divers groupes privés tirant des bénéfices matériels et/ou financiers ou écosystémiques (services écosystémiques de la forêt. C'est un des lieux où peuvent être traités des questions forestières d'enjeu international ou divers sujets de préoccupation émergents. De 2000 à 2013, il n'a toujours pas réussi à obtenir un consensus pour un accord internationale contraignant, bien que les indicateurs forestiers aient globalement continué à se dégrader.
Le PNUF (Programme des Nations unies pour le développement) cherche néanmoins à suivre et évaluer les progrès accomplis en matière de gouvernance des forêts et gestion forestière, en continuant à encourager l’engagement politique en faveur de « tous les types de forêts », dans le monde entier. Il cherche à travailler avec 9 groupes d'acteurs et parties prenantes que sont les femmes, les enfants et les jeunes, les Peuples autochtones et populations locales, les organisations non gouvernementales, les autorités locales, les travailleurs et les syndicats, les entreprises et l'industrie, les communautés scientifiques et technologiques, les agriculteurs et les petits propriétaires forestiers.
Il se réunit une fois par an, et plusieurs "intercessions" se déroulent dans l'année pour préparer la session suivante.

## Partenaires collaborant au FNUF avec l'ONU
Au nombre de 14, ils sont dits CPF pour "Collaborative Partnership on Forests" ; ce sont des ONG, institutions ou secrétariats de conventions, réunis en avril 2001 suivant les recommandations du Conseil économique et social des Nations unies :
- Centre de recherche forestière internationale (Center for International Forestry Research ou CIFOR)
- FAO (Food and Agriculture Organization/ONU)
- (ITTO) International Tropical Timber Organization
- (IUFRO) International Union of Forest Research Organizations
- (CBD) Secrétariat de la Convention sur la diversité biologique
- Secretariat of the Global Environmental Facility (GEF)
- Secretariat of the United Nations Convention to Combat Desertification (UNCCD)
- Secretariat of the United Nations Forum on Forests (UNFFS)
- Secretariat of the United Nations Framework Convention on Climate Change (UNFCCC)
- PNUD (United Nations Development Programme ou UNDP)
- PNUE (United Nations Environment Programme ou UNEP)
- World Agroforestry Centre (ICRAF)
- Banque mondiale (World Bank)
- UICN

## Histoire du FNUF
Créé en octobre 2000 par le Conseil économique et social des Nations unies (ECOSOC), il a été officialisé par une résolution des Nations unies , après cinq années de dialogue sur les politiques forestières ; dialogue tenu sous l'égide du Groupe intergouvernemental sur les forêts (GIF) et du Forum intergouvernemental sur les forêts (FIF) puis du Partenariat de collaboration sur les forêts (PCF qui regroupe en 2013 14 entités majeures de type organisations internationales, institutions et secrétariats de conventions dans le secteur des forêts). 
Le GIF et le FIF ont produit plus de 270 propositions d’action visant la Gestion forestière, qui s'ajoutent à celles des États et ONG et forment le socle de travail pluriannuel (PTPA) et du « Plan d’action » du FNUF qui se réunit une fois par an pour un point international sur le chemin restant à parcourir et les résultats enregistrés. 
Début 2001, les délégués ont décidé que son siège et secrétariat serait au Nations unies à New York.

## FNUF-1, du  au 23 juin 2001, à l'ONU/ New York
Le FNUF a examiné plusieurs  décisions sur le PTPA du FNUF, un Plan d’action pour la mise en œuvre des Propositions d’action du GIF/FIF, la collaboration du FNUF avec le PCF.
Il a été proposé de créer 3 groupes d’experts pour fournir au FNUF des avis sur 
- les approches et mécanismes nécessaires au suivi, évaluation et communication des données (SEC) ;
- les « transferts de technologies écologiquement rationnelles » (TER) et leur financement
- des éléments de mandat visant à élaborer un cadre juridique contraignant pour tous les types de forêts afin de stopper ou limiter leur dégradation qualitative et/ou quantitative, voire leur restauration.

## FNUF-2, du 4 au 15 mars 2002, à l'ONU/ New York
Il a adopté une Déclaration ministérielle et un Message adressé au Sommet de la Terre de 2002 et 8 décisions : 
- la lutte contre la déforestation et la dégradation des forêts (perte de biodiversité, fragmentation forestière...);
- la conservation des forêts et la protection de  « types exceptionnels de forêts » et d'écosystèmes fragiles ;
- les stratégies de remise en état et de conservation dans les pays dotés d’un faible couvert forestier ;
- la promotion des forêts naturelles (et des forêts plantées, afin de diminuer la pression sur les forêts naturelles) ;
- l'élaboration de critères précis pour évaluer l'efficacité de l’Accord international sur les forêts (AIF) ;
- proposer de réviser le plan à moyen terme pour la 2002-2005.

## FNUF-3, du 26 mai au 6 juin 2003, à l'ONU / Genève
Des termes de référence sur le format des rapports volontaires, ainsi que six résolutions y ont été adoptées, sur : 
- l’amélioration de la coopération et la coordination des politiques et des programmes ;
- la santé des forêts et leur productivité ;
- les aspects économiques des forêts (filière bois, mais pas uniquement) ;
- le maintien du couvert forestier de manière à répondre aux besoins présents et futurs ;
- le Fonds d'affectation spéciale du FNUF ;
- et le renforcement du Secrétariat.

3 groupes d'experts ont été créés afin d'améliorer le SEC, le financement et les transferts de technologies et préparer le mandat pour un cadre juridique

## FNUF-4, du 3 au 14 mai 2004, à l'ONU / Genève
5 résolutions y ont été adoptées, concernant :
- la connaissance scientifique sur la forêt ;
- les aspects sociaux-culturels liés aux forêts ;
- le SEC et les critères et indicateurs forestiers ;
- l’évaluation de l’efficacité de l'AIF ;
- le financement et le transfert des TER.

La FNUF4 a par contre échoué à nouveau à accorder ses parties quant à un projet de résolution reconnaissant et protégeant les savoirs traditionnels sur les forêts et l’amélioration de la coopération et la coordination des politiques et programmes.

## FNUF-5, du 16 au 27 mai 2005, à l'ONU / New York
La séance s'est conclue sur un échec avec report de la négociation et de l'accord sur le renforcement de l'AIF et sur la création d'un code (même volontaire) sur les forêts, de même quant aux moyens de mise en œuvre. Il a été impossibilité de publier une déclaration ministérielle commune.
Quatre  OEF (ou « objectifs d’ensemble sur les forêts ») ont cependant été confirmés par référendum : 
1. accroître considérablement la surface de forêts protégées dans le monde, ainsi que la surface gérées durablement (terminologie qui reste ambiguë selon les ONG);
2. inverser le déclin de l’Aide publique au développement (APD) destinée à la GDF ;
3. stopper l’érosion du couvert forestier ;
4. renforcer les avantages économiques, sociaux et environnementaux dérivés des forêts.

## FNUF-6, du 13 au 24 février 2006, à l'ONU / New York
La négociation a porté sur un nouveau libellé de la fonction de l’AIF et sur le projet d'instrument juridiquement non contraignant concernant tous les types de forêts (à présenter au FNUF 7 l'année suivante ?). Les parties confirment leur volonté de réunir le FNUF au moins tous les deux ans à compter de 2007.
Les 4 objectifs de 2005 ont été (re)validés et/ou précisés à l'attention de l’AIF : 
1. stopper l’érosion des forêts grâce à la GDF, dont via la protection, la restauration, le boisement et reboisement dans le monde entier ;
2. renforcer les avantages éco-sociaux-environnementaux dérivés des forêts (services écosystémiques), et par là le rôle des forêts dans l'atteinte des objectifs de développement à échelle mondiale ;
3. accroître considérablement la surface de forêts protégées dans le monde, ainsi que la surface gérées durablement ;
4. inverser le déclin de l’APD destinée à la GDF et mobiliser davantage de ressources financières nouvelles et supplémentaires de toutes provenances, pour la mise en œuvre de la GDF.

## FNUF-7, du 16 au 27 avril 2007, à l'ONU / New York
Cette cession a :
- préparé l'Année internationale des Forêts 2011 ;
- produit deux dialogues multipartites
- animé un débat avec les organisations-membres du PCF
- permis 7 journées de négociations terminées par une session nocturne adoptant un « Instrument juridique » (non contraignant) sur toutes les forêts, et un PTPA pour 2007-2015.
- Les négociateurs ont aussi envisagé « Un mécanisme financier mondial volontaire ; une approche par portefeuille ; un cadre de financement des forêts (pour tout type de forêt) » .. à affiner dans les 12 mois, en vue d'une adoption à la FNUF8,

## FNUF-8, du 20 avril au1ermai 2009, à l'ONU / New York
L'influence contextuelle de la déforestation/fragmentation forestière croissante dans le monde, et du climatique et leur lien avec la biodiversité sont étudiés par les délégués de cette session qui cherchent à comprendre comment la gestion durable des forêts pourrait être mise en œuvre pour remédier à la dégradation globale, qualitative et quantitative du couvert forestier. À la fin de la dernière nuit de travail, le 1er mai, les délégués adoptent une résolution sur les forêts dans un environnement en évolution, la coopération forestière et une meilleure coordination intersectorielle des politiques et programmes, dont aux échelles régionales et sous-régionales, sans toutefois trouver un consensus sur le financement de la gestion durable (qui aurait dû faire l'objet d'une décision dont le texte de négociation est renvoyé à la session de 2010).

## FNUF-9

### Session extraordinaire à l'automne (le 30 octobre 2009) à New York
Un nouveau groupe intergouvernemental d’experts (composition non limitée, dit AHEG) est créé. Il peut proposer des stratégies et ressources pour la mise en œuvre de la Gestion durable des forêts, et pour réaliser les 4 objectifs   et la mise en œuvre de l’Instrument concernant les forêts. Le Forum a également établi un processus de facilitation pour, entre autres : aider à mobiliser et à promouvoir des ressources financières nouvelles et supplémentaires de toutes provenances pour la GDF ; identifier, faciliter et simplifier l’accès à toutes les sources de financement ; identifier les obstacles, les lacunes et les possibilités pour le financement de la GDF ; et faciliter le transfert de technologies écologiquement rationnelles aux pays en développement et le renforcement de leurs capacités.

### FNUF-9, du 24 janvier au 4 février 2011 à New York
L'Année internationale des Forêts y est lancée ; avec adoption par acclamation du Forum d'une Résolution sur les forêts au service des populations, des moyens de subsistance et de l’élimination de la pauvreté.
L'évaluation des progrès ; une coopération régionale et sous-régionale renforcée et des partenariats avec les Grands groupes sont encouragés.
Des MMO (Moyens de mise en œuvre) et l'AHEG sont validés.

## FNUF-10, du 8-19 avril 2013, àIstanbul(Turquie)
En 2013, le FNUF-10 était présidé par M. Mario Ruales Carranza (Équateur),
L’AHEG s’est réuni début 2013 pour affiner ses recommandations. Alors que le marché du carbone et son système d'échange de quotas d'émissions peine à faire les preuves de son intérêt pour la forêt et climat ,,,,, il a pour cela étudié divers documents, dont les résultats d'une étude sur les impacts du prix du carbone sur le financement destiné aux forêts et d'une autre étude (de 2012) du Groupe consultatif sur le financement. L'AHEG a pu aussi étudier une initiative des organisations dans le cadre du PCF ; et l'action privée afférente aux financements destinés aux forêts ; en recherchant quelles actions et stratégies nationales et internationales mobilisent déjà des fonds en faveur des forêts.
Lors de sa 10e session (3 000 participants de 197 États, dont deux premiers ministres, un vice-président et plus de 50 ministres des forêts, de l’agriculture et des finances) ; 
- le débat ministériel du FNUF conclut ses 3 jours de travail par plusieurs déclarations appelant à une juste évaluation des contributions non monétaires "inestimables" des forêts[14], qui dépasse de beaucoup les seuls 468 milliards de dollars apportés à l'économie en 2012 par l'industrie du bois et du papier, notamment grâce aux « bienfaits d’ordre culturel, la réduction des émissions de gaz à effet de serre, l’adaptation aux changements climatiques ou encore la préservation de la biomasse et des ressources en eau », même si le secteur forestier semble « peu compétitif par rapport aux autres secteurs de l’économie »[14]. Selon l'ONU, « dans les pays et régions où ces données sont fiables, la contribution non monétaire des forêts à l’économie nationale est de 3 à 5 fois supérieure à la contribution monétaire officiellement comptabilisée »[15].
- 2 tables rondes de haut niveau ont porté sur

1. « les forêts et le développement économique » (13 millions de personnes vivent du bois et 45 millions en vivraient dans le secteur informel et 1 à 1,5 milliard de personnes tirent parti des forêts ou en dépendent pour leur survie), et
2. « le programme de développement post-2015 et un projet d' arrangement international sur les forêts » (« 1re discussion officielle sur les interactions potentielles avec le suivi du Document final de la Conférence Rio+20 sur le développement durable et l’Agenda du développement post-2015, en négociations »[14])
3. « décide (sans vote de résolutions) d'étudier l'idée d'un fonds mondial pour leur gestion durable »[16]. Le FNUF  a appris durant cette session que « les contributions volontaires au Fonds d’affectation spéciale ont fait un bond sans précédent de 75% pour dépasser les 6 millions de dollars »[17]. Selon le Secrétaire général du FNUFF, il faudrait consacrer annuellement de 70 et 160 milliards de dollars aux forêts ; « Une grande majorité d’États a appuyé la proposition du Groupe d’experts intergouvernemental sur le financement des forêts de créer un « fonds mondial pour les forêts ouvert à toutes les sources de financement ».  Mais, la délégation de l’Union européenne s’est dite peu convaincue de son utilité, préférant parier, à l’instar de nombreux autres comme le Brésil, sur les partenariats public-privé »[18].

Les participants ont aussi travaillé :
- la question de l'évaluation des progrès accomplis dans la définition et mise en œuvre d'une bonne gouvernance, et des avancées de l’instrument non juridiquement contraignant sur tous les types de forêts (dit l’Instrument concernant les forêts), et vers accomplissement des quatre « Objectifs d’ensemble sur les forêts » (OEF) ; Il faut pour cela traiter les « lacunes d’information géographique et thématique sur la GDF »
- les contributions provenant des niveaux régional et sous-régional ;
- des questions nouvelles ou émergentes
- la coopération intersectorielle, les partenariats y compris en gageant le secteur privé et des marchés formels ou informels), la coordination des politiques et programmes (dont via le Partenariat de collaboration sur les forêts (PCF) ; et les Moyens de mise en œuvre (MMO) pour la Gestion durable des forêts  et le lien forêts/agenda de développement des Nations unies post-2015/objectifs de développement durable. Le compte-rendu de la réunion a été adopté par acclamation.

CNI-FORÊTS : Comité de négociation intergouvernemental pour un Instrument juridiquement contraignant sur les forêts en Europe ; Ce processus a été lancé lors de la « Conférence ministérielle sur la protection des forêts en Europe » pour négocier un accord juridiquement contraignant sur les forêts en Europe  au plus tard le 30 juin 2013, en lien avec le FNUF.

## FNUF-11, de 2013 et mai 2015
Cette onzième session du FNUF s'est tenue le 19 avril 2013 et du 4 au 15 mai 2015 au siège de l'ONU à New York.

## FNUF, session extraordinaire de janvier 2017
Cette session extraordinaire du FNUF s'est tenue du 16 au 20 Janvier 2017

## FNUF-12 de mai 2017
Cette douzième session du FNUF s'est tenue du 1er au 5 mai 2017 au siège de l'ONU à New York

## FNUF-13 de mai 2018
Cette treizième session du FNUF s'est tenue du 7 au 11 mai 2018 au siège de l'ONU à New York

## FNUF-14 de mai 2019
Cette quatorzième session du FNUF s'est tenue du 6 au 10 mai 2019 au siège de l'ONU à New York

## FNUF-15 de mai 2020
Cette quinzième session du FNUF se tiendra du 4 au 8 mai 2020 au siège de l'ONU à New York

## Sources